# Marathon van Fukuoka 2001
De marathon van Fukuoka 2001 werd gelopen op zondag 2 december 2001. Het was de 55e editie van de marathon van Fukuoka. Aan deze wedstrijd mochten alleen mannelijke elitelopers deelnemen. De Ethiopiër Gezahegne Abera kwam als eerste over de streep in 2:09.25. Hij had slechts drie seconden voorsprong op de Japanner Koji Shimizu.

## Uitslag
| rang   | naam                | land | tijd    |
| ------ | ------------------- | ---- | ------- |
| Goud   | Gezahegne Abera     | ETH  | 2:09.25 |
| Zilver | Koji Shimizu        | JPN  | 2:09.28 |
| Brons  | Toshinari Takaoka   | JPN  | 2:09.41 |
| 4      | Laban Kagika        | KEN  | 2:10.24 |
| 5      | Dmitriy Kapitonov   | RUS  | 2:11.20 |
| 6      | Tadayuki Ojima      | JPN  | 2:11.45 |
| 7      | Toshio Mano         | JPN  | 2:11.52 |
| 8      | Muneyuki Ojima      | JPN  | 2:12.15 |
| 9      | Simon Biwott        | KEN  | 2:12.47 |
| 10     | Daisuke Isomatsu    | JPN  | 2:12.48 |
| 11     | Atsushi Sato        | JPN  | 2:14.41 |
| 12     | Yasuaki Yamamoto    | JPN  | 2:15.35 |
| 13     | Satoshi Osaki       | JPN  | 2:16.08 |
| 14     | Tomonori Watanabe   | JPN  | 2:18.00 |
| 15     | Aleksandr Kapitonov | RUS  | 2:18.00 |
| 16     | Akira Sakemi        | JPN  | 2:18.16 |
| 17     | Daniel Njenga       | KEN  | 2:20.58 |
| 18     | Nobuhiko Chiba      | JPN  | 2:21.01 |
| 23     | Piotr Gladki        | POL  | 2:22.30 |

1947 ·
1948 ·
1949 ·
1950 ·
1951 ·
1952 ·
1953 ·
1954 ·
1955 ·
1956 ·
1957 ·
1958 ·
1959 ·
1960 ·
1961 ·
1962 ·
1963 ·
1964 ·
1965 ·
1966 ·
1967 ·
1968 ·
1969 ·
1970 ·
1971 ·
1972 ·
1973 ·
1974 ·
1975 ·
1976 ·
1977 ·
1978 ·
1979 ·
1980 ·
1981 ·
1982 ·
1983 ·
1984 ·
1985 ·
1986 ·
1987 ·
1988 ·
1989 ·
1990 ·
1991 ·
1992 ·
1993 ·
1994 ·
1995 ·
1996 ·
1997 ·
1998 ·
1999 ·
2000 ·
2001 ·
2002 ·
2003 ·
2004 ·
2005 ·
2006 ·
2007 ·
2008 ·
2009 ·
2010 ·
2011 ·
2012 ·
2013 ·
2014 ·
2015 ·
2016 ·
2017